# 바비 파렐
로베르토 알폰소 파렐(영어: Roberto Alfonso Farrell, 1949년 10월 6일 ~ 2010년 12월 30일)은 아루바의 가수이자 댄서로 보니 M.의 멤버이다.
보니 M.의 유일한 남성 멤버이며 나머지 멤버들은 전원 여성이다.
2011년을 눈앞에 둔 어느 날 상트페테르부르크에 있는 한 호텔에서 변사체로 발견되었다. 사인은 심부전이었다. 공교롭게도 자신이 노래를 부른 대상인 그리고리 라스푸틴과 동일한 도시에서 동일한 날짜에, 정확히는 그리고리 라스푸틴이 사망한 지 정확히 94년 후에 사망했다.

## 디스코그래피

### 싱글
- 1982: "Polizei" / "A Fool in Love"
- 1985: "King of Dancing" / "I See You"
- 1987: "Hoppa Hoppa" / "Hoppa Hoppa" (instrumental)
- 1991: "Tribute to Josephine Baker"
- 2004: "Aruban Style" (Mixes) S-Cream featuring Bobby Farrell
- 2006: The Bump EP
- 2010: "Bamboo Song" (Roundhouse Records)
- 2019: "Bamboo Song" (Roundhouse Records)

### Various compilations
- 2000: The Best of Boney M. (DVMore)
- 2001: Boney M. – I Successi (DVMore)
- 2001: The Best of Boney M. (II)
- 2001: The Best of Boney M. (III)
- 2005: Boney M. – Remix 2005 (featuring Sandy Chambers) (Crisler)
- 2007: Boney M. – Disco Collection
- 2019: Boney M. – Disco Collection